# París-Londres
París-Londres, ook bekend als "La Gran Boutique", was een Mexicaanse keten van warenhuizen. De hoofdwinkel bevond zich op Avenida 16 Septiembre 81 in het historische centrum van Mexico-Stad. Er waren vestigingen in Perisur, Plaza Satélite en in Polanco.
Kort nadat deze werden omgedoopt in CLASS werd de warenhuisketen overgenomen door Grupo Cifra, eigenaar van Suburbia. in de jaren 1990 werd de keten omgedoopt tot Suburbia, nadat Mexico toestond om op grote schaal uit het buitenland te importeren. 

## Winkels
Winkels waren gevestigd in: 
- Centro, Avenida 16 de Septiembre 81, later een VIPS-restaurant.
- Colonia del Valle, Avenida Insurgentes Sur 1235, de locatie is nu een kantoorgebouw
- Condesa, Avenida Sonora 180, op de noordoostelijke hoek van Avenida Ámsterdam, de locatie is nu een gebouw voor gemengd gebruik
- Lindavista, Avenida Instituto Politécnico Nacional 1787
- Polanco op Horacio 203, tussen 2010 en 2020 een Saks Fifth Avenue, daarna een Innovasport- superstore.
- Perisur
- Satélite: Plaza Satélite